# Yann Talec
 (septembre 2018).
Si vous disposez d'ouvrages ou d'articles de référence ou si vous connaissez des sites web de qualité traitant du thème abordé ici, merci de compléter l'article en donnant les références utiles à sa vérifiabilité et en les liant à la section « Notes et références ».
Yann Talec est un personnage tiré de la BD photo du même nom. Créé par Christian Letargat en 2004, l'histoire se passe dans le centre Bretagne à notre époque. Édité par Keltia Graphics.

## Histoire
Dans un petit village d'au cœur de la Bretagne, Yann Talec est directeur d'une petite entreprise de publicité, la société "PubliRève", qu'il gère en compagnie d'un ami, Fred, photographe. Un rendez-vous est pris avec un astrologue, Vigo Flanders, qui souhaite réaliser une campagne de publicité pour son dernier livre. Yann refuse le contrat de peur de cautionner ce qui lui semble être une escroquerie. 

## Personnages
- Yann Talec - Tony Lebloys
- Fred le photographe - Frédéric Poirier
- Vigo Flanders - Christian Letargat
- Marie 2e Mannequin - Florence Mesnil
- Ralph, l'homme masqué - Raphaël Le Coedic
- Antoine - Antoine Cerveiro
- Nadia 1er Mannequin - Ouardia Messaoui